# Conneux
Conneux (en wallon Coneu) est une section de la ville belge de Ciney située en Région wallonne dans la province de Namur.
C'était une commune à part entière avant la fusion des communes de 1977. On y compte trois villages distincts : Conneux, Conjoux et Reux.

## Étymologie
Le nom de Conneux trouve son origine dans le mot latin collinetum signifiant un endroit où il y a des collines.

## Géographie
Conneux est situé à 12 km de Dinant et à 6,5 km de Ciney. Le sol est calcaire et schisteux, en partie marécageux. Le village compte 410 hectares de bois. Il est distant de 4 km de la gare de Leignon et est situé sur la route provinciale Achêne-Celles.
Hameaux : Conjoux et Reux.

## Évolution démographique
- Source: DGS, 1831 à 1970=recensements population, 1976= habitants au 31 décembre

## Histoire

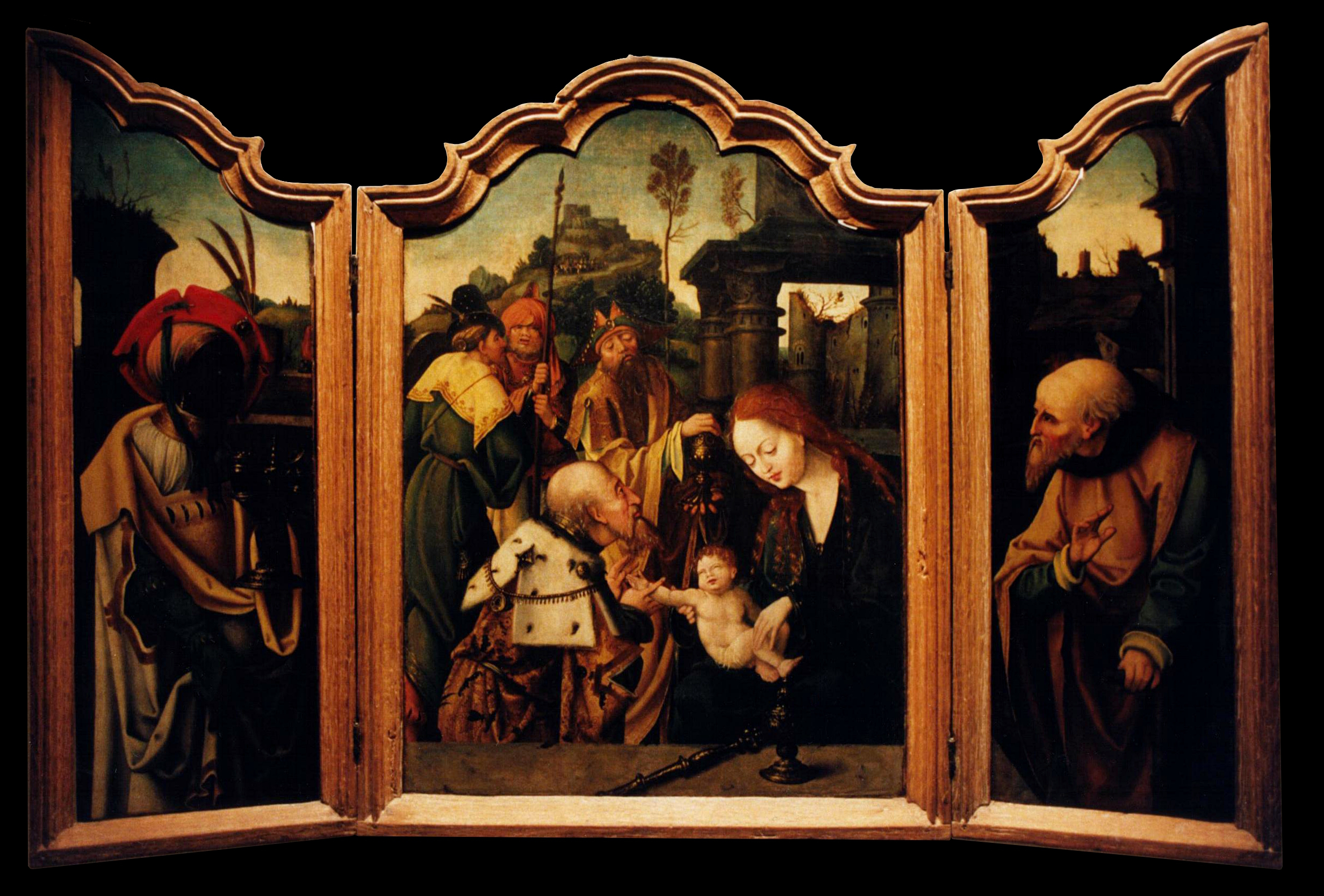
L’Adoration des Mages », triptyque (1ère moitié du XVIe siècle) par Pieter Coecke van Aelst, provenant de la ferme Grandmont à Conneux et exposé au musée des arts décoratifs de Namur.

Les nombreux fragments de tuiles romaines retrouvées à Conneux montrent que l'emplacement du village a été occupé très tôt, et cela est certainement dû au fait que son relief le rendait fort propice à le défendre et qu'il était entouré de nombreux terrains propices à l'agriculture.
En 747, on fait déjà mention de Conneux dans la donation du Maire du Palais Carloman aux moines de Stavelot.
1. Dans la première moitié du XIIe siècle les abbés de Stavelot ont cédé leurs terres de Conneux au chapitre de la collégiale de Saint-Jean-l'-évangéliste de Liège.

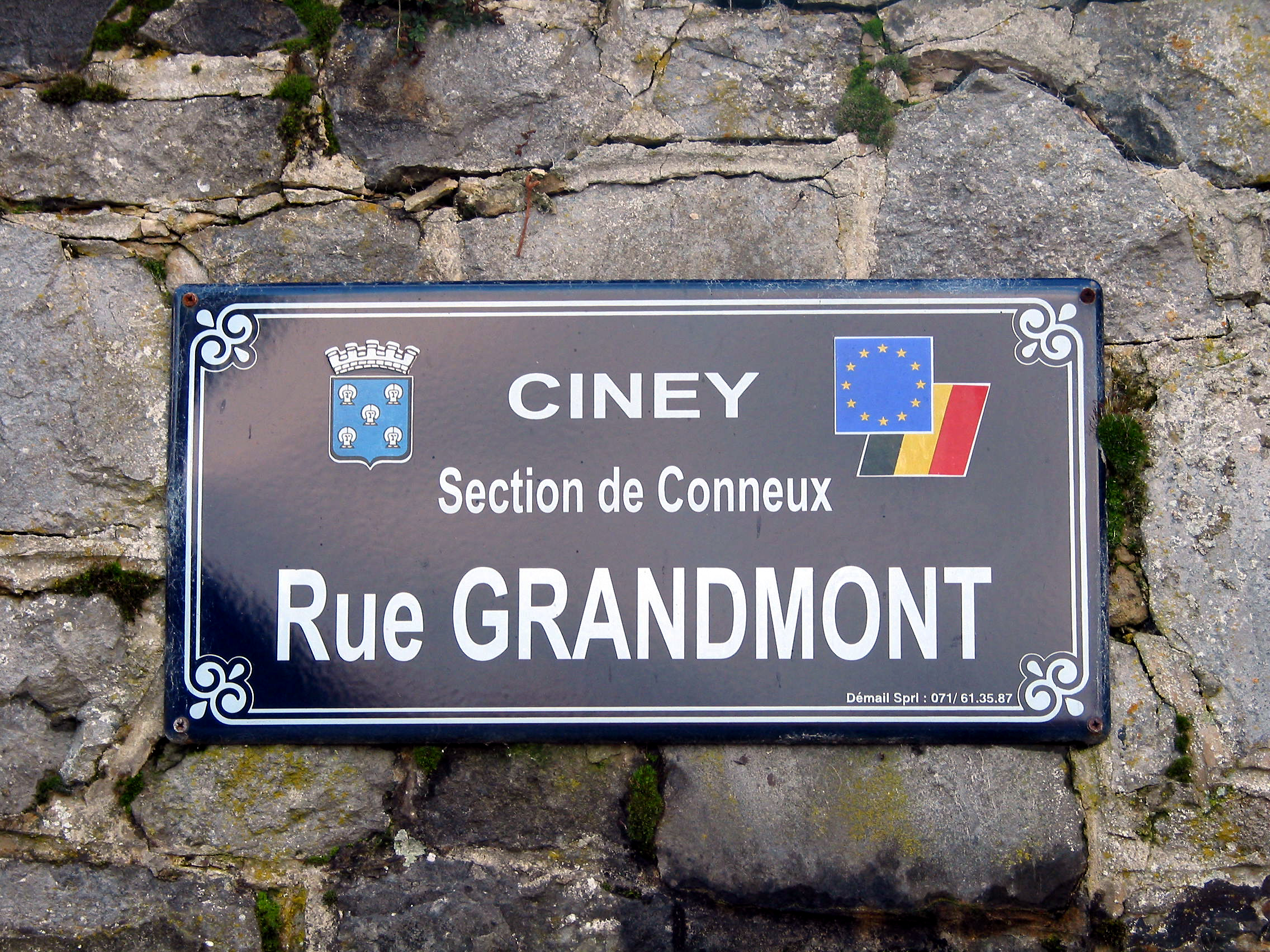
Plaque de la rue Grandmont.

Depuis 1454, jusqu'à la fin du Vieux Régime les terres du hameau de Conjoux ont fait partie des possessions de la famille de Coppin dont les châtelains d'aujourd’hui, les barons van der Straten Waillet, s'y rattachent encore en ligne féminine.  Le baron van der Straten Waillet fut un grand résistant durant la guerre 14 -18.  Il allait chercher les soldats français en Ardenne et les confiait à sa jeune cousine de 20 ans mademoiselle de Monge de Franeau qui les passait en Hollande (pays neutre) par Maastricht.  Il fut condamné à 15 ans de prison mais heureusement la guerre s'arrêta.
Conneux fut annexée à Ciney lors de la fusion des communes en 1977, son dernier bourgmestre (en wallon on dit "maïeur") fut le baron Christian Goffinet, châtelain de Reux.

## Enseignement

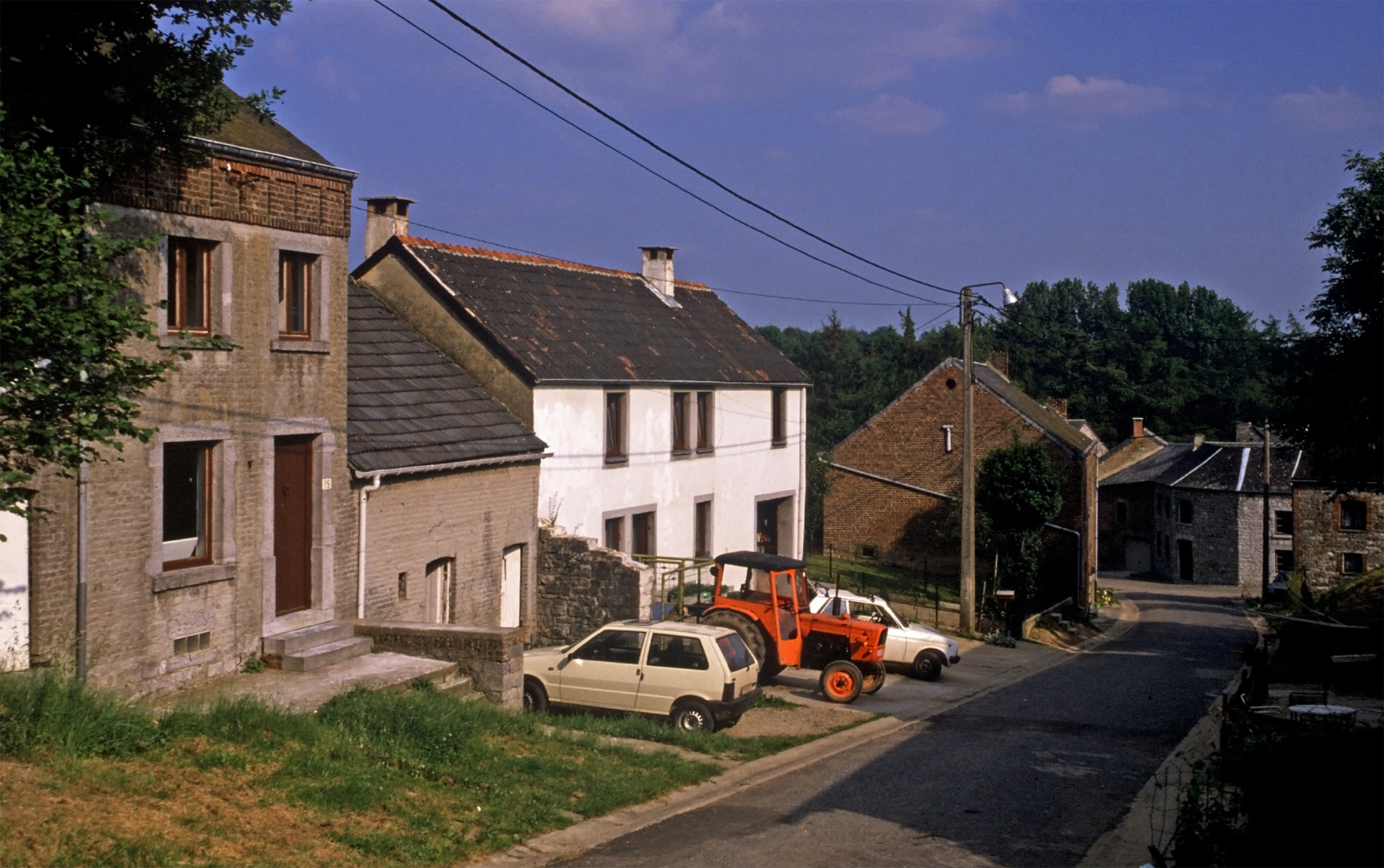
La rue de la Citadelle à Conneux en 1990.

## Économie
L'agriculture et l'exploitation des bois ont toujours été et sont encore les deux ressources principales du village.